# 消費主義
消費主義（しょうひしゅぎ、英: consumerism）とは、
1. 大量の財・サービスの購入を奨励するような社会的・経済的要求。
2. 消費者運動・消費者保護。

## 歴史
元々、人間は欠乏状態であることが当たり前であり、「倹約」は最も正常な価値観であった。そうでないのは重商主義によって富を蓄えていた王侯貴族のみであった。

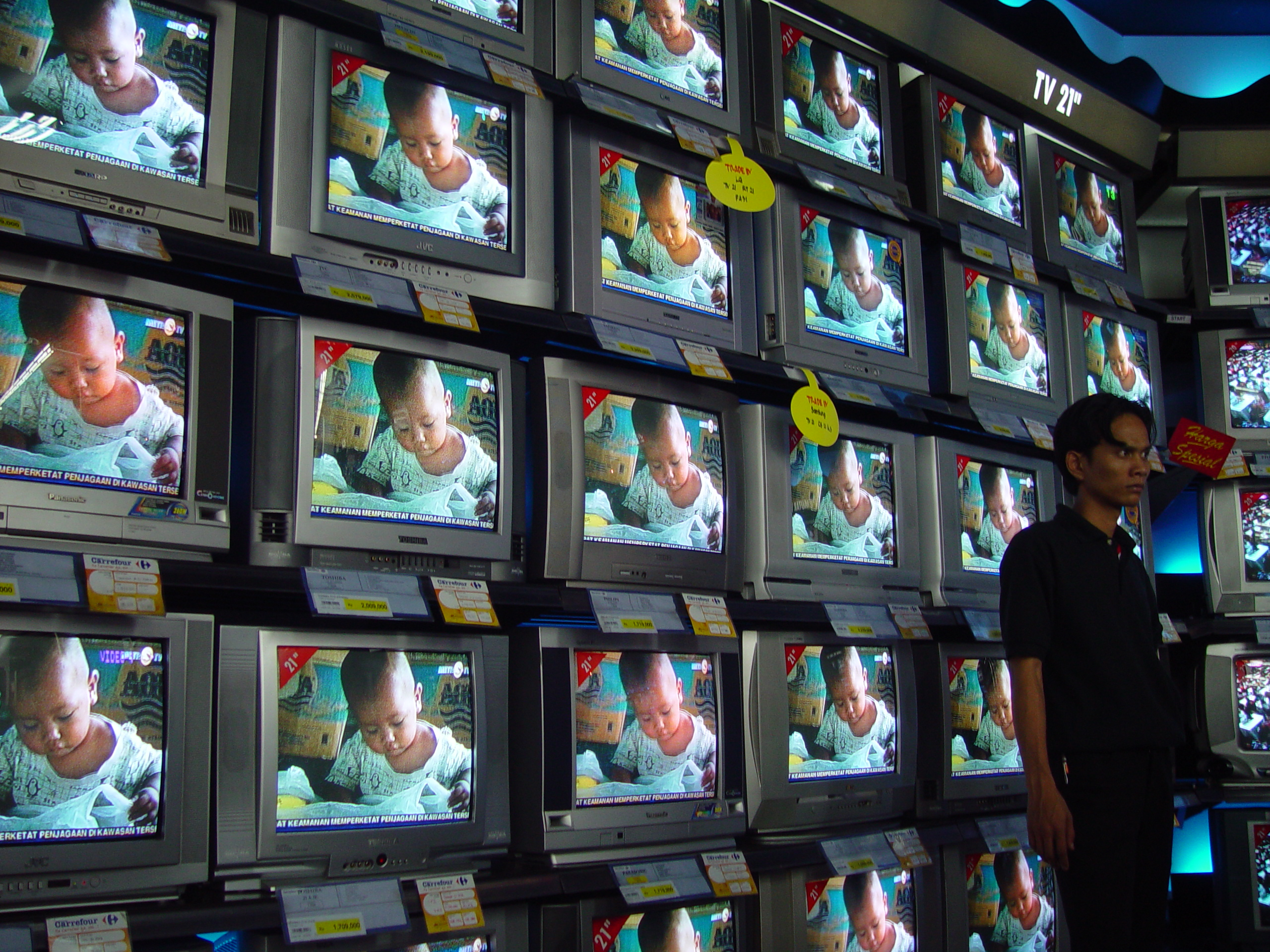
ジャカルタのショッピングモールの電器店(2004年)

しかし１７世紀の科学革命によって合理的な考え方や未来（人間の進歩）への希望が生まれてきたことにより、資本主義が台頭した。資本主義とは富を浪費するのではなく、再生産に投資すること（未来への希望がないとできない）でさらに大きな富を得るという価値観である。この価値観の台頭と科学の力により経済が拡大し、利潤を追求することや生産力が向上することで生産余剰が発生した。
ここでその余剰分を誰が買うのかという問題が生まれる。買う人がいなければ製造業者も投資家も破産してしまう。そこで台頭したのが消費主義だ。消費主義は自分の欲望を満たすのは良いことだと我々に思い込ませるのに成功した。こうしてショッピングは良い娯楽となり、消費財は家族や友達関係において必須の媒介雲鼓となった。作る側の方も意図的に短期的かつ不必要な新商品を生み出すことで、消費者に「流行」という意識を付けさせ、無駄かつ大量の消費を促した。
食品市場が消費主義の良い例であり、昔は飢饉に怯えながら暮らしていた人間の現在の致命的な健康問題は肥満である。しかも肥満である人の大半はなんと富める者でなく、中産階級や無産階級の人たちである。富める者は有機食材（高価）などの健康に良い食品を食べるからだ。そして大量消費して肥満になった人々は次はダイエット用品を消費する。二重の経済効果である。食品市場はアメリカで顕著な例であるが、日本でいうとバラエティ番組でよく見る、有名芸能人の多すぎる靴や服、帽子、自動車などが分かりやすい例だろう。
また、今や文化的な行事や記念日は良いショッピングの機会となってしまっている。（クリスマスや誕生日など）
このようにして富める者は「投資すること」を、そうでない人は「買うこと」をモットーとする消費主義の価値観が出来上がった。

参考文献；『サピエンス全史　文明の構造と人類の幸福』　ユヴァル・ノア・ハラリ 著　柴田裕之 訳

## 消費者運動・消費者保護
「consumerism」という語は、消費者運動・消費者保護を指す事もある。これは消費者に告知・保護を与え、正直なパッケージ表示・正直な広告・製品保証・安全基準遵守を要求する運動である。この用法では、製品・サービス・手段・製造基準・販売者・広告などにおいて、買い手のために、政策的規制を要求する運動をさす。
消費者主権も参照。

## 大量の財・サービスの購入を奨励するような社会的・経済的要求
consumerismという用語はソースティン・ヴェブレンによる消費批判から始まったとされている。ヴェブレンの主張によれば、20世紀前後の新興中産階級の出現に伴って発生し、20世紀末のグローバリゼーションの過程を経て定着したとされる。
経済学においては、消費主義とは消費を重視した経済政策を指す。大まかに言えば、消費者による自由選択を社会経済構造の主軸として据えなければならないという信条である（類似に producerism 〈生産者主義/生産主義〉があり、これは英国的な用語に近い）。
「この用法では、消費者主義は一般的にメディア文化の一つだとされている。」